# سیارک ۹۷۴۲
سیارک ۹۷۴۲ (به انگلیسی: 9742 Worpswede، نامگذاری:1987WT1) نه هزار و هفتصد و چهل و دومین سیارک کشف شده‌است که در ۲۶ نوامبر ۱۹۸۷ کشف شد.
قدر مطلق سیارک برابر ۱۲٫۹۰ است.